# ヤングウィークエンドカード
ヤングウィークエンドカードは、四国旅客鉄道（JR四国）・土佐くろしお鉄道が発行していた若者向けのカードである。

## 概要
1997年7月1日にサービスを開始した。
入会すると、JR四国・土佐くろしお鉄道の乗車券・特急券などの料金が4割引になった。入会資格は13歳から29歳で、12歳でも中学生であれば入会可能であった。有効期間は入会月から翌年の同月末日までで、有効期限内に30歳になった場合カードの更新はできないが、発行済みのカードは有効期限内までは利用できた。
2016年3月31日をもって新規入会・更新の受付を終了、2017年3月31日をもってサービスを完全に終了した。

## 適用条件
- JR四国・土佐くろしお鉄道の路線であること（寝台列車および高速バスを含むJRバスは乗車不可）。特急「しおかぜ」「南風」、快速「マリンライナー」などが乗り入れる本四備讃線岡山駅 - 児島駅間は西日本旅客鉄道（JR西日本）の路線のため適用外。また児島駅はJR西日本の管轄のため、同駅でヤングウィークエンドカード（以下、YWCと略)の新規入会・更新の申し込み、およびYWC割引適用の切符を購入することはできない。なお、JR四国管轄の駅で児島駅発着のYWC割引適用切符を買うことは可能。
- 営業キロが61km以上となる区間の往復乗車券を購入すること。なお土佐くろしお鉄道線内のみの利用は不可。
- 利用できる日は、金曜（17時以降）、土曜、日曜、祝日、国民の休日、振替休日、および12月31日、1月2日、1月3日である。これ以外の日、および金曜の17時までについては、切符上の有効期限内であっても利用できない。
- 他の割引きっぷとの重複は行わない。

## 入会
以下の駅で入会手続きを取り扱った。入会金は新規500円後に1,000円、更新は400円。
- 香川県
  - 高松駅、端岡駅、鴨川駅、坂出駅、宇多津駅、丸亀駅、多度津駅、詫間駅、高瀬駅、観音寺駅、善通寺駅、琴平駅、屋島駅、志度駅、三本松駅、引田駅
- 愛媛県
  - 川之江駅、伊予三島駅、新居浜駅、伊予西条駅、壬生川駅、今治駅、伊予北条駅、松山駅、伊予市駅、伊予長浜駅、内子駅、伊予大洲駅、八幡浜駅、卯之町駅、宇和島駅
- 徳島県
  - 板野駅、鳴門駅、勝瑞駅、佐古駅、徳島駅、南小松島駅、羽ノ浦駅、阿南駅、牟岐駅、石井駅、鴨島駅、阿波山川駅、穴吹駅、阿波池田駅
- 高知県
  - 土佐山田駅、後免駅、高知駅、旭駅、朝倉駅、伊野駅、佐川駅、須崎駅、土佐久礼駅、窪川駅（JR四国）
  - 中村駅、宿毛駅、安芸駅（土佐くろしお鉄道）

## 特典
- 以下のホテルの事前予約を会員価格で予約ができた。
  - JRホテルクレメント高松、松山全日空ホテル、高知新阪急ホテル、ホテルクレメント徳島、ホテルクレメント宇和島
- JR四国内の駅レンタカーが割引価格で利用できた。
- JR四国が企画・募集する個人型国内・海外ツアーが3%オフ。